# Biała sukienka
Biała sukienka z cyklu Święta polskie – polski film telewizyjny z 2003 roku w reżyserii Michała Kwiecińskiego na podstawie scenariusza Domana Nowakowskiego. Okres zdjęciowy trwał od 16 sierpnia - 2 września 2002.

## Opis fabuły
W podbiałostockiej wsi w święto Bożego Ciała trwają ostatnie przygotowania do procesji. Maciek, młody dorobkiewicz i pozer, podróżuje z Warszawy do rodzinnego Białegostoku. Zabiera autostopowicza, rówieśnika Damiana, który jest jego przeciwieństwem. Mężczyźni, prowadząc dyskusję światopoglądową, kierują się w stronę wsi. Tam zaś nie ustaje spór zwaśnionych rodzin – zamożnych Kowali i ubogich Suszków. Ci ostatni zażarcie się kłócą. Żona wymyśla mężowi i zapomina o sukience córki. Na białej tkaninie odciska się brunatny ślad żelazka.

## Obsada
- Sambor Czarnota − Maciek
- Paweł Małaszyński − Damian Przeździecki
- Izabela Dąbrowska − Zocha Suszkowa
- Bogdan Kalus − Rysiek Suszko, mąż Zochy
- Elżbieta Karkoszka − Suszkowa, matka Ryśka
- Mieczysław Hryniewicz − ksiądz
- Bartłomiej Topa − kościelny
- Leszek Zduń − Jacek
- Andrzej Beya-Zaborski − Kazio Kowal
- Elżbieta Okupska − Kowalowa
- Andrzej Andrzejewski − lider zespołu satanistycznego
- Magdalena Smalara – Bogusia
- Justyna Godlewska – Bożena
- grupa muzyczna Neuropathia − zespół satanistyczny